# Сан Руфо
Сан Руфо (итал. San Rufo) је насеље у Италији у округу Салерно, региону Кампанија.
Према процени из 2011. у насељу је живело 670 становника. Насеље се налази на надморској висини од 652 м.

## Становништво
| 1931. | 1936. | 1951. | 1961. | 1971. | 1981. | 1991. | 2001. | 2011. |
| ----- | ----- | ----- | ----- | ----- | ----- | ----- | ----- | ----- |
| 2.042 | 2.329 | 2.579 | 2.280 | 1.991 | 1.860 | 1.981 | 1.853 | 1.729 |